# Xpand Rally
Xpand Rally es un videojuego de carreras de rally desarrollado por Techland para Microsoft Windows. El juego se centra principalmente en gráficos realistas y en la física. Contiene 60 pistas donde los jugadores pueden conducir contra 120 pilotos de rally diferentes.

## Jugabilidad
Xpand Rally es un juego que permite conducir autos de rally en medio de escenarios realistas. Cuenta con efectos meteorológicos, colinas ondulantes y paisajes animados. Xpand Rally también presenta modelos detallados de autos de rally modernos y física de manejo realista.
Xpand Rally combina elementos de las carreras de Rally y Rally Cross.
El juego ofrece un modo de carrera basado en pruebas contrarreloj tanto en carreras individuales como en la Serie del Campeonato Mundial. También se pueden desafiar a varios oponentes en carreras cara a cara durante competiciones basadas en eventos de carreras reales y ficticios.
Xpand Rally cuenta con el factor económico. El jugador comienza con un auto chatarra y compite en carreras para ganar dinero y adquirir mejoras, reparar daños, ajustar el rendimiento y pagar las cuotas de inscripción a la carrera.
Junto con la puesta a punto, la condición del automóvil afecta su manejo. Debido al sistema de daño, depende en gran medida de las habilidades de conducción del jugador. El modelo de manejo físico también está influenciado por la configuración de las piezas del automóvil.
Los entornos de la pistas son interactivos y se pueden cambiar las condiciones climáticas y diurnas, que influyen en el manejo del automóvil.
Xpand Rally incluye un conjunto de herramientas de edición que permiten crear nuevas pistas, autos o incluso mods.

## Recepción
| Recepción |              |
| --- | ------------ |
| Puntuaciones de reseñas Evaluador Calificación Metacritic 82/100 [ 1 ] Puntuaciones de críticas Publicación Calificación IGN 8/10 [ 2 ] PC Gamer RU 74% [ 3 ] PC Gamer EEUU 79% [ 4 ] |              |
| Puntuaciones de reseñas |              |
| Evaluador | Calificación |
| Metacritic | 82/100       |
| Puntuaciones de críticas |              |
| Publicación | Calificación |
| IGN | 8/10         |
| PC Gamer RU | 74%          |
| PC Gamer EEUU | 79%          |

El juego recibió críticas "favorables" según el sitio web de agregación de reseñas Metacritic.